# اوپتوکین

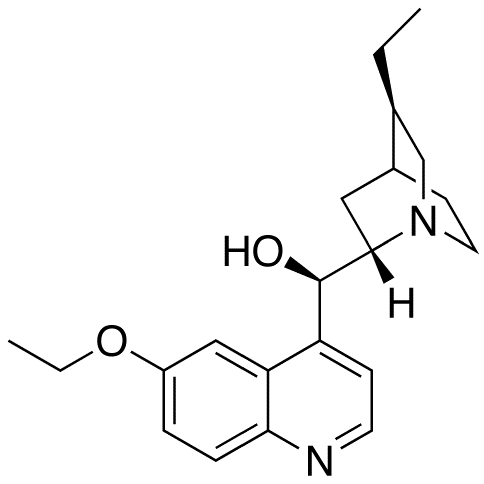
ساختار شیمیایی اوپتوکین

اوپتوکین (به انگلیسی: Optochin) با فرمول شیمیایی C21H28N2O2 یک ترکیب شیمیایی با شناسه پاب‌کم 24534 است. که جرم مولی آن ۳۴۰٫۴۶ گرم بر مول می‌باشد. 